# Eagle Nest, Novi Meksiko
Eagle Nest je selo u okrugu Colfaxu u američkoj saveznoj državi Novom Meksiku. Prema popisu 2010. u Eagle Nestu živjelo je 290 stanovnika. Nalazi se na Začaranom krugu, slikovitoj sporednoj cesti. Eagle Nest je mjestom ljetnikovaca i odmarališni kraj. Prvo ime sela bilo je Therma, a 1930-ih je promijenilo ime u današnje.

## Zemljopis
Prema Uredu SAD-a za popis stanovništva, zauzima 13,1 km2 površine, od čega 10,9 suhozemne. Nalazi se na 36°33′8″N 105°15′41″W / 36.55222°N 105.26139°W (36.552109, -105.261336), na zapadu okruga Colfaxa. Smjestio se u dolini Moreno, između Cimarronskog gorja na istoku i glavnog dijela gorskog lanca Sangre de Cristo na zapadu. Selo je na sjevernom kraju jezera Eagle Nesta, rezervoara na rijeci Cimarronu.

## Stanovništvo
Prema podatcima popisa 2000. u Eagle Nestu bilo je 306 stanovnika, 141 kućanstvo i 90 obitelji, a stanovništvo po rasi bili su 84,97% bijelci, 0,33% afroamerikanci, 3,27% Indijanci, 6,21% ostalih rasa, 5,23% dviju ili više rasa. Hispanoamerikanaca i Latinoamerikanaca svih rasa bilo je 12,75%.

## Jezero
Državni park Eagle Nest je najnoviji državni park u Novom Meksiku. Omiljeno je kampersko, ribičko i vidiličarsko odredište. Bilo je predviđeno otvaranje objekta namijenjenog posjetiteljima. Najveće ribe ulovljene u ovom jezeru od 10 km2 su pacifički losos i kalifornijska pastrva.

## Vanjske poveznice
- Službene stranice